# Goryphus abdominalis
Goryphus abdominalis är en stekelart som först beskrevs av Szepligeti 1916.  Goryphus abdominalis ingår i släktet Goryphus och familjen brokparasitsteklar. Inga underarter finns listade i Catalogue of Life.